# Zabiwaka

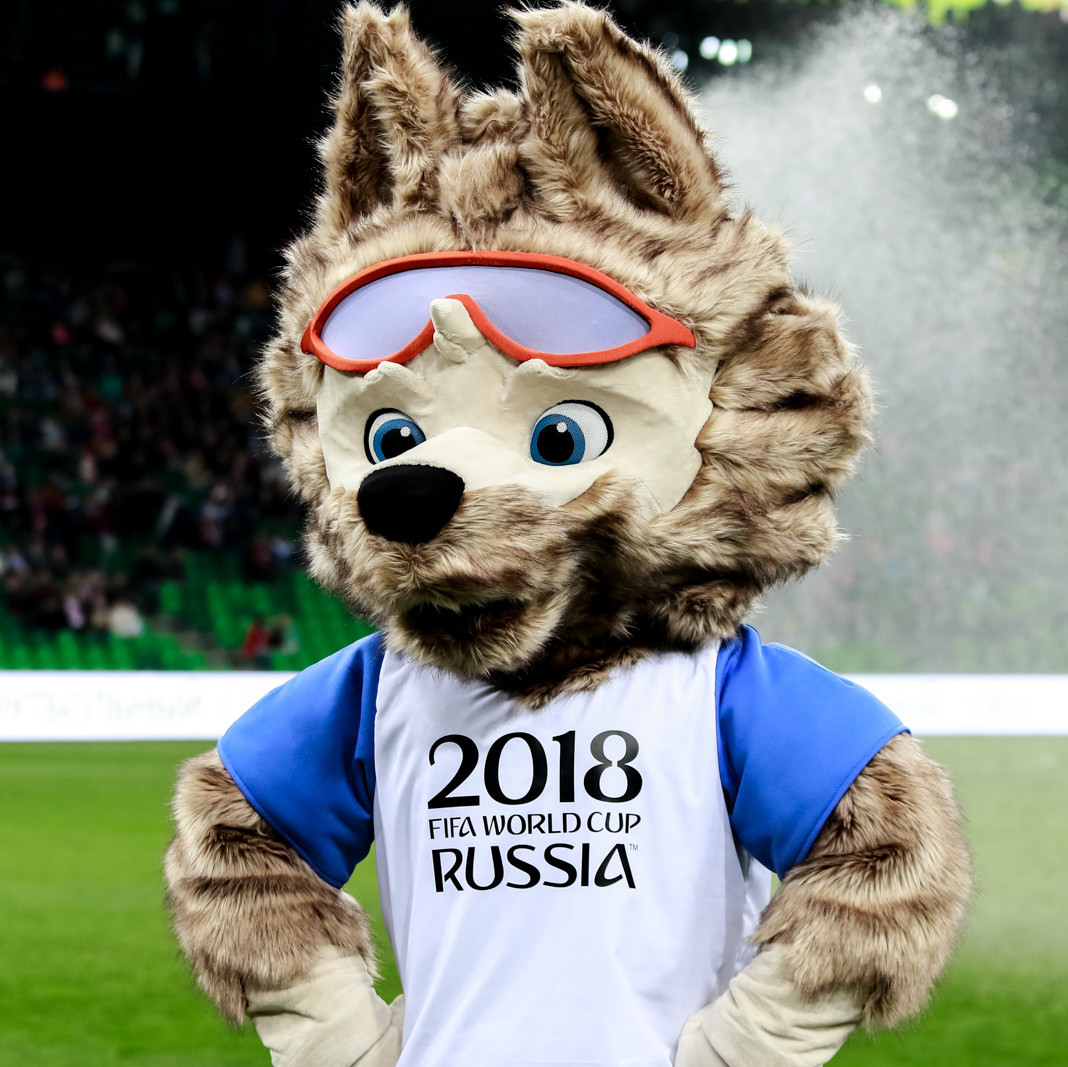
Wilk Zabiwaka

Zabiwaka (ros.) Забива́ка, (ang.) Zabivaka – imię wilka będącego oficjalną maskotką Mistrzostw Świata w Piłce Nożnej 2018 w Rosji.
Strój wilka-maskotki koresponduje z barwami flagi Rosji – wilk jest ubrany w biały podkoszulek z niebieskimi krótkimi rękawami i czerwone krótkie spodenki. Dodatkowo Zabiwaka nosi pomarańczowe sportowe gogle.
Maskotkę zaprojektowała Jekatierina Boczarowa, studentka wydziału projektowania graficznego na uniwersytecie w Tomsku. Za nabycie praw do maskotki-wilka FIFA zapłaciła projektantce 500 dolarów.
Wyboru maskotki, spośród pięćdziesięciu tysięcy zgłoszonych propozycji, dokonali internauci. Głosowanie trwało miesiąc. Odbywało się na stronie internetowej talisman.fifa.com oraz portalach społecznościowych Facebook i WKontaktie. W głosowaniu wzięło udział ponad milion osób. Wilk Zabiwaka otrzymał 53% wszystkich głosów, pokonując dwóch innych finalistów, tygrysa-kosmonautę i kota, którzy odpowiednio otrzymali 27% i 20% głosów.
Prezentacja wilka Zabiwaki miała miejsce w publicznej stacji telewizyjnej Pierwyj kanał. Prezentacji dokonał piłkarz Ronaldo, a o oficjalnym imieniu maskotki-wilka poinformował Witalij Mutko. Imię Zabiwaka w języku rosyjskim znaczy „ten, który strzela bramki”. Imię wymyślono specjalnie dla tej maskotki na wzór słowa rosyjskiego "zabijaka" (забияка, lit. "łobuz"). Imię Zabiwaki, jego gatunek biologiczny oraz ubranie stały się tematem żartów wśród internautów rosyjskich.
Zabiwaka ma za zadanie reprezentować i promować mundial w Rosji oraz zabawiać publiczność na stadionach.